# قائمة أئمة الإسماعيلية
الإمام عند الشيعة الإسماعيلية هو خليفة النبي محمد نبي الإسلام والمرجع الرئيس للمسلمين طبقا للمفهوم الشيعي للإمامة. عهد الأئمة المستورين هو عهد ظهر بعد وفاة جعفر الصادق وتبعه الأئمة المستورون الذين لا يعلمهم إلا خواص الشيعة الإسماعيلية وهم: محمد الكتوم، الوافي أحمد، التقي محمد، الزكي عبد الله وانتهى هذا الدور بظهور عبيد الله المهدي في المغرب وتأسيس الدولة الفاطمية. وتبعه عدة عدة أئمة ظهور وهم حكام الدولة الفاطمية.
ولكن هنالك خلاف في الإمام تبدأ من الحاكم بأمر الله الذي أعلنه أتباعه وأنصاره أنه في غيبة وأنه المهدي المنتظر سيظهر ويملأ الأرض عدلا وقسطا كما ملأت ظلما وجورا وهم يسمون الدروز
ونشب خلاف آخر في من هو الإمام بعد المستنصر بالله حيث انتخب البعض نزار كإمام بينما انتخب البعض شقيقة الأصغر أحمد المستعلي بالله كإمام
وهرب ابن نزار علي الهادي بن نزار إلى قلعة الموت وأعلن داعيته حسن الصباح أن الهادي بن نزار إمام مستور
وحصل انقسام آخر في من هو الإمام بعد الآمر بأحكام الله فمنهم من انتخب ولي عهد الآمر وهو الطيب أبي القاسم كإمام بينما انتخب البعض الحافظ لدين الله كإمام
وعندما هرب الطيب أبي القاسم إلى اليمن أعلن أنه إمام مستور وأن نسله مستور لحين قيام المهدي من نسله وهم يسمون البهرة
ومرت إمامة النزارية في الموت مستورة وهم بالترتيب التالي:
- علي الهادي بالله بن نزار (مستور).
- محمد المهتدي بالله بن علي الهادي بالله (مستور).
- حسن القاهر بقوة الله (مستور).
- حسن الثاني ابن حسن القاهر: أول إمام يعلن عن نفسه في قلعة ألموت.

وظهر الإمام المستور من نسل نزار المصطفى لدين الله وحصل انقسام آخر في النزارية بعد استسلام
ركن الدين خورشاه ابن علاء الدين محمد الثالث، استسلم لهولاكو خان سنة 1256 وقتل أثناء عودته من عند قوبلاي خان
وتبعه شمس الدين محمد شاه الأول الذي إنقسمت النزارية من بعده
بعد سقوط ألموت على أيدي المغول إنقسمت النزارية إلى فرق تتبع كل منها إماما من سلالة أئمة ألموت وهم مؤمنية وأغاخانية
المؤمنية الّتي ذهبت إلى إمامة علاء الدين مؤمن شاه بن شمس الدين محمد شاه الأول ثم توالت الإمامة في نسله عبر العصور إلى أن انتقلت إلى الإمام محمد الباقر الثاني بن حيدر المطهر (الأمير الباقر) (1179 ـ 1210 هـ)وقالت إنه مستور،

## أئمة الإسماعيلية الأوائل
| السبعية    | السبعية    | الفاطمية            | الفاطمية    | الفاطمية            | الإمام                          | فترة الإمامة                                       | مكان الولادة والوفاة والدفن مع بعض الملاحظات |
| الواقفة    | القرامطة   | المستعلية           | النزارية    | النزارية            | الإمام                          | فترة الإمامة                                       | مكان الولادة والوفاة والدفن مع بعض الملاحظات |
| الواقفة    | القرامطة   | المستعلية           | الآغاخانية  | المؤمنية            | الإمام                          | فترة الإمامة                                       | مكان الولادة والوفاة والدفن مع بعض الملاحظات |
| ---------- | ---------- | ------------------- | ----------- | ------------------- | ------------------------------- | -------------------------------------------------- | --- |
| 1          | 1          | الإمام الأساس للدور | 1           | الإمام الأساس للدور | علي بن أبي طالب                 | (632 - 661)                                        | ولد بمكة وتوفي بالكوفة وبها دفن في العتبة العلوية. ترى المستعلية أن الإمام علي بن أبي طالب هو الإمام الأساس للدور وبالتالي لا يحسب مع قائمة الأئمة المستقرين للدور. |
| 2          | 2          | 1                   | إمام مستودع | 1                   | الحسن بن علي                    | (661 - 670) إلا النزارية الآغاخانية                | ولد وتوفي بالمدينة وقبره بالبقيع. ترى النزارية بأن الإمامة لا تنتقل من أخ لأخيه بل من الأب لمن يعينه من ذريته وبالتالي فإن الحسن بن علي لا يندرج ضمن قائمة الأئمة المستقرين للدور وإنما يعتبر مستودعا بالتوازي مع الإمام المستقر الذي هو الحسين بن علي، ويؤمن النزارية أن الإمام المستودع لا يورث إمامته.                                                             |
| 3          | 3          | 2                   | 2           | 2                   | الحسين بن علي                   | (670 - 680) الجميع (661 - 680) النزارية الآغاخانية | يعرف باسم الحسين الأول لدى المؤمنية ،ولد بالمدينة وتوفي بكربلاء وبها دفن في العتبة الحسينية. |
| 4          | 4          | 3                   | 3           | 3                   | علي زين العابدين بن الحسين      | (680 - 713)                                        | ولد بالمدينة أو الكوفة وتوفي بالمدينة وقبره في البقيع. |
| 5          | 5          | 4                   | 4           | 4                   | محمد الباقر بن علي زين العابدين | (713–733)                                          | ولد وتوفي بالمدينة وقبره في البقيع، وهو محمد الباقر الأول بالنسبة للشيعة الإسماعيلية النزارية المؤمنية. |
| 6          | 6          | 5                   | 5           | 5                   | جعفر الصادق بن محمد الباقر      | (733–765)                                          | ولد وتوفي بالمدينة وقبره بالبقيع. إلى هنا تنتهي قائمة الأئمة المشتركة بين الإسماعيلية والشيعة الإثني عشرية. |
| 7 (المهدي) | —          | 6                   | 6           | 6                   | إسماعيل بن جعفر الصادق          | (765 - 775)                                        | ولد بالمدينة وتوفي إما بالمدينة حسب المعتقد السني والشيعي الإثني عشري وقبره بالبقيع وإما في مدينة سلمية بسوريا حسب بعض المصادر الإسماعيلية. إليه تنتهي قائمة الأئمة عند الشيعة الإسماعيلية السبعية الواقفة ويرون بغيبته وأنه هو المهدي في حين يرى القرامطة بموته زمن والده كما تقول الإمامية وبانتقال الإمامة إلى ابنه محمد الذي هو المهدي ويرى القرامطة أيضا بغيبته. |
| —          | 7 (المهدي) | 7                   | 7           | 7                   | محمد بن إسماعيل                 | (775 - 813)                                        | ولد بالمدينة وتوفي بسلمية وبها دفن. يرى القرامطة أن والده توفي زمن جده فتنتقل الإمامة إليه مباشرة ويقولون بغيبته ويعتقدون أنه المهدي. |

## أئمة الإسماعيليةالفاطمية
يؤمن الإسماعيليون الفاطميون بأن الإمامة استمرت من بعد إسماعيل ابن جعفر وابنه محمد بن إسماعيل بخلاف الإسماعيلية السبعية الواقفة والقرامطة، وفيما يلي أسماء أئمتهم:
| رقم الترتيب | الإمام                                     | فترة الإمامة  | مكان الولادة والوفاة والدفن مع بعض الملاحظات |
| ----------- | ------------------------------------------ | ------------- | --- |
| 8           | أحمد الوافي بن محمد                        | (813 - 828)   | ولد بالمدينة وتوفي بسلمية وضريحه بها. أسمه عبد الله وأسم إمامته "أحمد الوافي"، وكان إماما مستورا.                                                            |
| 9           | محمد التقي بن أحمد الوفي                   | (828 - 840)   | ولد وتوفي ودفن بسلمية، أسمه أحمد ويعرف باسم أحمد الأول وأسم إمامته "محمد التقي"، وكان إماما مستورا.                                                          |
| 10          | عبد الله الزكي بن محمد التقي               | (840 - 881)   | ولد وتوفي ودفن بسلمية، أسمه الحسين ويعرف باسم الحسين الثاني واسم إمامته "عبد الله الزكي" ويلقب أيضا الرضي، وكان إماما مستورا، وبوفاته انتهى دور الستر الأول. |
| 11          | عبيد الله المهدي بالله بن عبدالله الزكي    | (881 - 934)   | ولد بسلمية وتوفي ودفن بالمهدية، نقلت رفاته إلى مصر بعد هجرة الفاطميين من المهدية إلى القاهرة.                                                                |
| 12          | محمد القائم بأمر الله بن عبيد الله المهدي  | (934 - 946)   | ولد بسلمية وتوفي ودفن بالمهدية، نقلت رفاته إلى مصر بعد هجرة الفاطميين من المهدية إلى القاهرة.                                                                |
| 13          | إسماعيل المنصور بنصر الله بن محمد القائم   | (946 - 953)   | ولد برقادة قرب القيروان وتوفي بالمنصورية أو المهدية ودفن بإحادهما، نقلت رفاته إلى مصر بعد هجرة الفاطميين من المهدية إلى القاهرة.                             |
| 14          | معد المعز لدين الله بن إسماعيل المنصور     | (953 - 975)   | ولد بكتامة في الجزائر وتوفي ودفن بالقاهرة. |
| 15          | نزار العزيز بالله بن معد المعز             | (975 - 996)   | ولد بالمهدية وتوفي ودفن بالقاهرة. |
| 16          | منصور الحاكم بأمر الله بن نزار العزيز      | (996 - 1021)  | ولد بالقاهرة ولا يعرف مكان وفاته أو دفنه. |
| 17          | علي الظاهر لإعزاز دين الله بن منصور الحاكم | (1021 - 1036) | ولد وتوفي ودفن بالقاهرة. |
| 18          | معد المستنصر بالله بن علي الظاهر           | (1036 - 1094) | ولد وتوفي ودفن بالقاهرة. |

توفي الإمام المستنصر بالله الفاطمي بشكل مفاجئ ولم يعين من يخلفه في الإمامة من أبنائه فنشب خلاف بين من رؤوا أن ابنه نزار هو الأحق بالخلافة وبين من رؤوا أن أحمد المستعلي بالله هو الأحق. كان وزير المستنصر بالله الفاطمي القوي الأفضل شاهنشاه مؤيدا للمستعلي بالله وأكثر الأطراف المتنازعة نفوذا، مما حسم الخلاف لصالح هذا الأخير وأدى إلى سجن نزار المصطفى لدين الله وموته لاحقا في السجن وخروج ابنه علي الهادي بالله بن نزار وأتباعه إلى آسيا الوسطى محدثين بذلك انشقاقا جديدا في الإمامة، بين مستعلية ونزارية.

## أئمة الإسماعيلية الفاطميةالمستعلية
| رقم الترتيب | الإمام                                              | الإمام                                   | فترة الإمامة              | مكان الولادة والوفاة والدفن مع بعض الملاحظات |
| رقم الترتيب | المستعلية الحافظية                                  | المستعلية الطيبية                        | فترة الإمامة              | مكان الولادة والوفاة والدفن مع بعض الملاحظات |
| ----------- | --------------------------------------------------- | ---------------------------------------- | ------------------------- | --- |
| 19          | أحمد المستعلي بالله بن معد المستنصر                 | أحمد المستعلي بالله بن معد المستنصر      | (1094 - 1101)             | ولد وتوفي ودفن بالقاهرة. |
| 20          | منصور الآمر بأحكام الله بن أحمد المستعلي            | منصور الآمر بأحكام الله بن أحمد المستعلي | (1101 - 1130)             | ولد وتوفي ودفن بالقاهرة. |
| 21          | عبد المجيد الحافظ لدين الله بن محمد بن معد المستنصر | أبي القاسم الطيب بن منصور الآمر          | (1130 - 1149)\|(1130 - ؟) | ولد الحافظ وتوفي ودفن ب[[القاهرة]] \| ولد [[الطيب أبي القاسم]] ب[[القاهرة]] وبويع من جماعة من الإسماعيليين كإمام شرعي إلا أنه تخلى عن مهام إمامته بعد دلك إلى داع مطلق ولا يعرف عنه شيء بعد دلك وتقول [[الطيبية]] بغيبته. |
| 22          | إسماعيل الظافر بأمر الله بن عبد المجيد الحافظ       | —                                        | (1149 - 1154)             | ولد وتوفي ودفن بالقاهرة. |
| 23          | عيسى الفائز بنصر الله بن إسماعيل الظافر             | —                                        | (1154 - 1160)             | ولد وتوفي ودفن بالقاهرة. |
| 24          | عبد الله العاضد لدين الله بن إسماعيل الظافر         | —                                        | (1160 - 1171)             | ولد ومات ودفن بالقاهرة وبوفاته انتهت الدولة الفاطمية على يد صلاح الدين الأيوبي. |
| 25          | داود الحامد لله بن عبد الله العاضد                  | —                                        | (1171 - 1208)             | ولد بالقاهرة وسجنه صلاح الدين الأيوبي حتى موته. |
| 26          | سليمان بدر الدين بن داود الحامد لله                 | —                                        | (1208 - 1248)             | ولد بالقاهرة ومات في السجن زمن الدولة الأغلبية، ولم يخلف أبناء. |

سنة 524ھ (1130م) اغتال النزاريةُ منصور الآمر بأحكام الله بن أحمد المستعلي بالله انتقاما لما يعتقدون أنه اغتصاب للعرش الفاطمي، ولم يكن قد سَمَّى خليفة، فاختلف البيت الفاطمي في مصر فيمن يخلفه، فرأى بعضهم أن الطيب أبي القاسم ابن مالآمر هو الإمام فعرفوا بالطيِّبية، بينما بايع آخرون الحافظ لدين الله ابن عم الآمر بأحكام الله، فعرفوا بالحافظية. وبموت آخر إمام للحافظية وهو الإمام سليمان بدر الدين في السجن دون أن يخلف أبناء سنة 1248 انهت قائمة الأئمة الحافظية واندثرت طائفتهم مع نهاية القرن الرابع عشر، أما الطيبية فقد تحول أسمهم مع مرور الوقت إلى البهرة وهي كلمة ب اللغة الهندية وتعني التاجر لأنهم تركوا السياسة وعملوا في التجارة وانتقل مركزهم من اليمن إلى الهند نتيجة التجارة بين اليمن والهند ، وانقسموا فيما بينهم إلى بهرة داودية وسليمانية وعلوية.

## أئمة الإسماعيلية الفاطميةالنزارية
| رقم التريتب | رقم التريتب | الإمام                                           | الإمام                                                 | فترة الإمامة  | فترة الإمامة  | مكان الولادة والوفاة والدفن مع بعض الملاحظات |
| رقم التريتب | رقم التريتب | القاسمية (الآغاخانية)                            | المؤمنية                                               | فترة الإمامة  | فترة الإمامة  | مكان الولادة والوفاة والدفن مع بعض الملاحظات |
| ----------- | ----------- | ------------------------------------------------ | ------------------------------------------------------ | ------------- | ------------- | --- |
| 19          | 19          | نزار المصطفى لدين الله بن معد المستنصر           | نزار المصطفى لدين الله بن معد المستنصر                 | (1094 - 1097) | (1094 - 1097) | ولد بالقاهرة وتوفي سجينا من قبل أخيه المستعلي بالله وحاشيته. |
| 20          | 20          | علي الهادي بالله بن نزار المصطفى                 | علي الهادي بالله بن نزار المصطفى                       | (1097 - 1136) | (1097 - 1136) | ولد بالقاهرة وفر إلى حسن الصباح ليحتمي عنده في قلعة ألموت بعد ما نشب من خلاف بين أبيه وعمه، توفي بقلعة لامستر وبها دفن. وكان إمام مستورا. |
| 21          | 21          | محمد المهتدي بالله بن علي الهادي بالله           | محمد المهتدي (راشد الدين سنان) بن علي الهادي           | (1136 - 1158) | (1136 - 1193) | ولد بقلعة لامستر ومات ودفن بقلعة ألموت. وكان إماما مستورا. / يرى المؤمنيّون أنه بعد وفاة الإمام علي الهادي بالله الذي كان مستورا وانتقال الإمامة إلى ابنه الإمام محمد المهتدي بالله الذي كان أيضا مستورا، ادعى محمد بن كيا بزرگ‌ اميد الداعي والحاكم الثالث للدولة الإسماعيلية النزارية في ألموت بعد أن ورثها عن أبيه الذي بدوره ورثها عن حسن الصباح، أنه هو الإمام محمد المهتدي بالله مغتصبا إياها من الإمام الشرعي الذي هرب من قلعة ألموت واحتمى في القلاع الإسماعيلية بالشام تحت أسم راشد الدين سنان شيخ الجبل. |
| 22          | 21          | حسن القاهر بقوة الله بن محمد المهتدي بالله       | محمد المهتدي (راشد الدين سنان) بن علي الهادي           | (1158 - 1162) | (1136 - 1193) | ولد ومات ودفن بقلعة ألموت. وكان إماما مستورا، وبوفاته انتهى دور الستر الثاني. / يرى المؤمنيون أن حسن القاهر بقوة الله ليس إماما شرعيا وماهو إلا ابن محمد بن كيا بزرك اميد وانه مغتصب للإمامة مثل أبيه وأن الإمام الشرعي في زمانه هو الإمام محمد المهتدي بالله المعروف في الشام باسم راشد الدين سنان. |
| 23          | 21          | حسن الثاني بن حسن القاهر                         | محمد المهتدي (راشد الدين سنان) بن علي الهادي           | (1162 - 1166) | (1136 - 1193) | ولد ومات ودفن بقلعة ألموت ، أسمه الحسن علي وأسم إمامته حسن الثاني أيضًا باسم حسن علي الأول. / يرى المؤمنيون أيضا أنه مغتصب للإمامة مثله مثل أبيه وجده وأن الإمام الشرعي في زمانه هو محمد المهتدي بالله المعروف في الشام باسم راشد الدين سنان. |
| 24          | 21          | نور الدين محمد الثاني بن حسن الثاني              | محمد المهتدي (راشد الدين سنان) بن علي الهادي           | (1166 - 1210) | (1136 - 1193) | يلقب أيضا علاء الدين الأول ونور الدين شاه الأول، ولد ومات ودفن بقلعة ألموت. / يرى المؤمنيون أنه مغتصب للإمامة مثله مثل والده وجده ووالد جده وأن الإمام الشرعي في زمانه هو الإمام محمد المهتدي بالله المعروف في الشام باسم راشد الدين سنان. وذلك إلى أن توفي سنة 1193 ليخلفه ابنه الإمام الشرعي جلال الدين حسن الثالث. |
| 25          | 22          | جلال الدين حسن الثالث بن نور الدين محمد الثاني   | حسن جلال الدين بن محمد المهتدي بالله (راشد الدين سنان) | (1210 - 1221) | (1193- 1221)  | ولد ومات ودفن بقلعة ألموت. / يرى المؤمنيون أنه بعد أن توفي نور الدين محمد الثاني مُدّعي الإمامة في ألموت دون أن يخلّف أبناء وذلك سنة 1210 عاد اسماعيليو ألموت للإعتراف بإمامة الإمام جلال الدين حسن الثالث الإمام الشرعي ابن الإمام محمد المهتدي بالله الذي هو راشد الدين سنان. |
| 26          | 23          | علاء الدين محمد الثالث بن جلال الدين حسن الثالث  | علاء الدين محمد الثالث بن جلال الدين حسن الثالث        | (1221 - 1255) | (1221 - 1255) | يعرف باسم علاء الدين الثاني ، ولد ومات ودفن بقلعة ألموت. |
| 27          | 24          | ركن الدين خورشاه بن علاء الدين محمد الثالث       | ركن الدين خورشاه بن علاء الدين محمد الثالث             | (1255 - 1256) | (1255 - 1256) | أسم ركن الدين حسن خورشاه ويعرف إختصارا باسم ركن الدين خورةشاه ، ولد بقلعة ألموت ومات بعد أن فقد قلعة ألموت لصالح هولاكو خان، أسره هذا الأخير، وقُتل أثناء ارتحاله إلى قوبلاي خان ودفن على الضفة اليمنى لنهر جيحون، وانقلت الإمامة بعده إلى أذربيجان. |
| 28          | 25          | شمس الدين محمد شاه الأول بن ركن الدين حسن خورشاه | شمس الدين محمد شاه الأول بن ركن الدين حسن خورشاه       | (1256 - 1310) | (1256 - 1310) | ولد بقلعة ألموت وانتقل للعيش في أذربيجان الشرقية تحديدا في تبريز حيث توفي ودفن. |

بعد وفاة الإمام شمس الدين محمد شاه الأول إنقسمت النزارية إلى فريقين الأول يسمى «المؤمنية» أي أتباع الإمام علاء الدين الثالث مؤمن شاه الابن الأكبر لشمس الدين محمد شاه الأول والثاني «القاسمية»، يرى المؤمنية أن الإمام شمس الدين محمد شاه الأول توفي دون أن يختار واحد من أبنائه ليرث عنه الإمامة وبذلك تنتقل الإمامة إلى ابنه الأكبر الإمام علاء الدين الثالث مؤمن شاه مثلما حصل سابقا بعد موت المستنصر بالله الفاطمي دون التنصيص على الإمام من بعده فاختار النزارية الإمام نزار المصطفى لدين الله لكونه الابن الأكبر، في حين ترفض القاسمية هدا الموقف.

| رقم الترتيب | الإمام                                                     | فترة الإمامة      | الولادة والوفاة والدفن مع بعض المعلومات                                                                                               |
| ----------- | ---------------------------------------------------------- | ----------------- | --- |
| 26          | علاء الدين الثالث مؤمن شاه بن شمس الدين محمد شاه الأول     | (1310 - 1377)     | ولد في تبريز وهاجر إلى شيراز حيث توفي ومقامه بها.                                                                                     |
| 27          | محمد شاه الثاني المطهر الأول بن علاء الدين الثالث مؤمن شاه | (1377 - 1404)     | ولد في شيراز وهاجر مع والده إلى شيراز ومنها إلى سلطانية حيث توفي ومقامه بها.                                                          |
| 28          | رضي الدين الأول بن محمد شاه الثاني المطهر الأول            | (1404 - 1434)     | ولد في سلطانية وتوفي ببدخشان ومقامه بها.                                                                                              |
| 29          | شاه طاهر الأول بن رضي الدين الأول                          | (1434 - 1463)     | ولد وتوفي ودفن بسلطانية. |
| 30          | رضي الدين الثاني بن شاه طاهر الأول                         | (1463 - 1509)     | ولد وتوفي ودفن بسلطانية. |
| 31          | طاهر الثاني شاه الحسيني بن رضي الدين الثاني                | (1509 - 1549)     | يعفر أيضًا باسم طاهر شاه الحسيني ، ولد في سلطانية وتم طرده منها من قبل الصفويين سنة 1522 فهاجر إلى أحمدنكر بالهند حيث توفي ومقامه بها. |
| 32          | شاه حيدر الأول الأمين بن طاهر الثاني شاه الحسيني           | (1549 - 1586)     | ولد في سلطانية، هاجر مع والده إلى أحمدنكر بالهند حيث توفي ومقامه بها.                                                                 |
| 33          | صدر الدين محمد شاه الثالث بن شاه حيدر الأول الأمين         | (1586 - 1622)     | ولد في أحمدنكر وبها مات ومقامه فيها.                                                                                                  |
| 34          | معين الدين الأول بن صدر الدين محمد شاه الثالث              | (1622 - 1644)     | ولد في أحمدنكر وبها مات ومقامه فيها.                                                                                                  |
| 35          | شاه عطية الله بن معين الدين الأول                          | (1644 - 1663)     | ولد في أحمدنكر وبها مات ومقامه فيها.                                                                                                  |
| 36          | عزيز شاه بن شاه عطية الله                                  | (1663 - 1691)     | ولد في أحمدنكر ثم هاجر إلى أورنك آباد التي أقام فيها مدة ثم عاد إلى أحمدنكر حيث توفي ومقامه بها.                                      |
| 37          | محمد معين الدين الثاني بن عزيز شاه                         | (1691 - 1715)     | ولد في أورنك آباد ومات بها ومقامه فيها.                                                                                               |
| 38          | محمد المشرف بن محمد معين الدين الثاني                      | (1715 - 1764)     | يعرف باسم الأمير المشرف ، ولد في أورنك آباد ومات بها ومقامه فيها.                                                                     |
| 39          | حيدر الثاني المطهر الثاني بن محمد المشرف                   | (َ1764 - 1786)     | ولد في أورنك آباد ومات بها ومقامه فيها.                                                                                               |
| 40          | محمد الباقر الثاني بن حيدر الثاني المطهر الثاني            | (1786 - بعد 1796) | يعرف باسم الأمير الباقر ، ولد في أورنك آباد وقيل هاجر عنها ولا يعرف مصيره أو مصير عائلته، لتدخل الإمامة بدلك في دور الستر الثالث.     |

يرى المؤمنيون أن الإمامة مع الإمام محمد الباقر الثاني دخلت في مرحلة الستر وأن الأئمة المستورين لايزالون متواصلون إلى يومنا هذا وأنه سأيتي اليوم الدي يخرجون فيه من دور الستر الثالث إلى الإمامة العلنية حتى أنهم أرسلوا رسلا إلى الهند عام 1887 إلا أنهم لم يتمكنوا من الاتصال بأي من السلالة. لا يزال أتباع هده الطائفة موجودون في مصياف وجبل قدموس بسوريا.
في تونس توجد أسرة تنتسب للإمام محمد الباقر الثاني ويقولون أنهم الورثاء الشرعيون للإمامة من بعده ويعتقدون أنهم في مرحلة الستر الثالث من زمن الإمام محمد الباقر الثاني، ترى هذه الأسرة أن الأئمة الآغاخانية هم أئمة استيداع وليس أئمة استقرار تماما مثل أئمة الإثني عشرية كما ويعارضونهم في عدة قرارات جوهرية مشت عليها الأسرة الآغاخانية من بروزها على حساب الأسرة المؤمنية، وقائمة أئمتهم كالآتي:
| رقم الترتيب | الإمام                                                   | فترة الإمامة | مكان الولادة والوفاة والدفن مع بعض الملاحظات |
| ----------- | -------------------------------------------------------- | ------------ | --- |
| 40          | محمد الباقر الثاني بن حيدر الثاني المطهر الثاني          | 1786 - 1830  | هاجر من الهند للمدينة المنورة سنة 1814 نتيجة إضطهاد الإنجليز بغاية الحج ومن ثم الإستقرار بالمدينة والدخول في دور الستر الثالث لغاية حماية الأسرة من اضطهاد الانجليز، وهناك توفي ودفن جوار الإمام جعفر الصادق في البقيع. |
| 41          | علي عمود الدين بن محمد الباقر الثاني                     | 1830 - 1848  | ولد بالهند في أورنك آباد وهاجر مع والده للمدينة وعاش بها وتوفي ودفن بالبقيع يسار قبر والده. |
| 42          | زيد تقي الدين بن علي عمود الدين                          | 1848 - 1883  | ولد بالهند بأورنك آباد وهاجر مع والده وجده إلى المدينة وتولى الإمامة بها إثر وفاة والده وفي سنة 1849 هاجر للقاهرة خوفا من توغل الحركة الوهابية بقيادة الدولة السعودية حيث أقام ومن ثم هاجر إلى مدينة أسوان صحبة عائلته لتعكر علاقة الأسرة بالمجتمع السني في القاهرة، وكان له أتباع إسماعيليون في أسوان ومع قدوم الإنجليز إلى مصر هاجر وأسرته معه إلى مدينة أجداده المهدية في تونس سنة 1882 وتوفي بها ودفن في مقبرتها المطلة على البحر. |
| 43          | محمد الصادق الأول بن زيد تقي الدين                       | 1883 - 1902  | ولد بالمدينة وهاجر صحبة والده إلى مصر منها إلى المهدية، حيث توفي ودفن بها، فقد اتصاله باتباعه في أسوان اثر الهجرة بسنوات. |
| 44          | أحمد الثاني شهاب الدين بن محمد الصادق الأول              | 1902 - 1924  | ولد بأسوان وهاجر مع والده وجده للمهدية حيث توفي ودفن بها. |
| 45          | حسين الثالث العامل بأحكام الله بن أحمد الثاني شهاب الدين | 1924 - 1953  | ولد بالمهدية وتوفي ودفن بها وكان له فيها بعض الأتباع المقربين. |
| 46          | محمد الصادق الثاني بن حسين الثالث العامل بأحكام الله     | 1953 - 1997  | ولد بالمهدية وتوفي بها وتمدفنه في مقبرة الجلاز في تونس. |
| 47          | عبد الله فتح الدين بن محمد الصادق الثاني                 | 1997 - الآن  | ولد بالمهدية وهاجر منها إلى تونس في حياة والده وهو الإمام الحالي للأسرة المؤمنية. |

| رقم الترتيب | الإمام                                                                       | فترة الإمامة | مكان الولادة والوفاة والدفن مع بعض الملاحظات |
| ----------- | ---------------------------------------------------------------------------- | ------------ | --- |
| 29          | قاسم الأول شاه بن شمس الدين محمد شاه الأول                                   | 1310 - 1368  | ولد في تبريز وتوفي ودفن في قائم آباد، وكان إماما مستورا. |
| 30          | إسلام شاه بن قاسم الأول شاه                                                  | 1368 - 1424  | ولد في قائم آباد وتوفي ودفن في كهك، وكان إماما مستورا. |
| 31          | محمد شاه الثاني بن إسلام شاه                                                 | 1424 - 1464  | ولد في بابك وتوفي ودفن في بابك، وكان إماما مستورا، وبوفاته ينتهي دور الستر الثالث. |
| 32          | علي شاه الأول قلندر المستنصر بالله الثاني بن محمد شاه الثاني                 | 1464 - 1480  | ولد وتوفي ودفن في بابك. وأعلن عن إمامته بعد سنين من الستر. |
| 33          | محمود عبد السلام شاه بن علي شاه الأول قلندر المستنصر بالله الثاني            | 1480 - 1494  | ولد وتوفي ودفن في بابك، أسمه محمود واسم إمامته محمود عبد السلام شاه. |
| 34          | عباس شاه غريب ميرزا المستنصر بالله الثالث بن محمود عبد السلام شاه            | 1494 - 1498  | ولد في بابك وتوفي ودفن بنجدان. |
| 35          | أبو ذر علي نور الدين شاه الثاني بن عباس شاه غريب ميرزا المستنصر بالله الثالث | 1498 - 1509  | ولد وتوفي ودفن بنجدان، وكان إماما مستورا نظرا لهيمنة الصفويين على إيران في ذلك الوقت. |
| 36          | مراد ميرزا بن أبي ذر علي نور الدين شاه الثاني                                | 1509 - 1574  | ولد وتوفي ودفن بنجدان. وكان إماما مستورا. |
| 37          | ذو الفقار علي خليل الله الأول بن مراد ميرزا                                  | 1574 - 1634  | ولد وتوفي ودفن بنجدان. وكان إماما مستورا. |
| 38          | نور الدهر علي نور الدين شاه الثالث بن ذي الفقار علي خليل الله الأول          | 1634 - 1671  | ولد وتوفي ودفن بنجدان. وكان إماما مستورا. |
| 39          | علي شاه الثاني خليل الله الثاني بن نور الدهر علي نور الدين شاه الثالث        | 1671 - 1680  | ولد وتوفي ودفن بنجدان. وكان إماما مستورا. |
| 40          | شاه نزار الثاني بن علي شاه الثاني خليل الله الثاني                           | 1680 - 1722  | ولد بنجدان وتوفي ودفن بالكهك. وكان إماما مستورا. |
| 41          | شاه السيد علي شاه الثالث بن شاه نزار الثاني                                  | 1722 - 1736  | ولد بالكهك وتوفي ودفن في كرمانشاه. وكان إماما مستورا. |
| 42          | حسن علي الثاني بيك بن شاه السيد علي شاه الثالث                               | 1736 - 1747  | ولد بالكهك وتوفي ودفن في كرمانشاه. وكان إماما مستورا. |
| 43          | قاسم الثاني علي سيد جعفر بن حسن علي الثاني بيك                               | 1747 - 1756  | يعرف أيضًا باسم سيد جعفر ، ولد بالكهك وتوفي ودفن في كرمانشاه. وكان إماما مستورا. |
| 44          | أبو الحسن علي الثاني باقر شاه بن قاسم الثاني علي سيد جعفر                    | 1756 - 1792  | يعرف أيضًا باسم باقر شاه ، ولد بالكهك ودفن بوادي السلام في النجف. وكان إماما مستورا. |
| 45          | شاه علي خليل الله الثالث بن أبي الحسن علي الثاني باقر شاه                    | 1792 - 1817  | ولد في كرمانشاه ودفن في النجف. وكان إماما مستورا وبوفاته انتهى دور الستر الرابع. وكان قد قتل من قبل الشيعة الإثني عشرية في يزد.                                                                    |
| 46          | آغا خان الأول بن شاه علي خليل الله الثالث                                    | 1817 - 1881  | ولد حسن علي الثالث شاه ويعرف باسم علي شاه الرابع في محلات وتوفي ودفن في مومباي. وأعلن عن إمامته بعد سنين من الستر.                                                                                 |
| 47          | آغا خان الثاني بن حسن علي آغا خان الأول                                      | 1881 - 1885  | ولد آغا علي شاه الخامس ويعرف أيضاً باسم شاه علي شاه الخامس في محلات ودفن في كربلاء. |
| 48          | آغا خان الثالث بن علي آغا خان الثاني                                         | 1885 - 1957  | ولد سلطان محمد شاه الثالث في كراتشي وتوفي في فيرسوكس ودفن في ضريحه الشهير بمدينة أسوان بمصر. |
| 49          | آغا خان الرابع بن علي سلمان خان بن آغا خان الثالث                            | 1957 - 2025  | ولد شاه كريم خان الحسيني في جنيف وهو الإمام الحالي للطائفة الإسماعيلية النزارية القاسمية والتي أصبحت تعرف في الفترة المعاصرة بالآغاخانية نسبة إلى أئمتها الأربعة الأخيرين الحاملين للقب "آغا خان". |
| 50          | آغا خان الخامس رحيم الحسيني بن آخا خان الرابع كريم الحسيني                   | 2025 -       | هو الثاني من بين أبناء الإمام شاه كريم آغا خان الرابع الأربعة، وخلف والده عند وفاته في فبراير 2025. يقيم في جنيف بسويسرا، وقد شارك بشكل نشط لسنوات عديدة في إدارة شبكة الآغا خان للتنمية (AKDN).   |

وهنا لابد من الإشارة إلى أن أغلب الشيعة الإسماعيلية النزارية كانوا حتى بداية القرن التاسع عشر مؤمنيين نظرا لكون مؤسس المؤمنية أي الإمام علاء الدين الثالث مؤمن شاه هو الابن الأكبر لشمس الدين محمد شاه الأول الذي لم يوصي بخليفة له في الإمامة بالإضافة إلى كون أئمة القاسمية مستورين مند دخولهم تحت غطاء الصفويين، وبدخول أئمة المؤمنية في دور الستر وإعلان آغا خان الأول عن إمامته وخروجه بها عن الستر ابتدأ النزاريون بالتحول شيئا فشيئا من المؤمنية إلى القاسمية الآغاخانية ليصبح اليوم أغلب النزاريين من الآغاخانية.